# 養源寺 (和歌山県広川町)
養源寺（ようげんじ）は、和歌山県有田郡広川町大字広にある日蓮宗の寺院。山号は長流山。

## 歴史
前身は鹿ヶ瀬山にあった法華寺とされる。『元亨釈書』によると、法華経6万部読誦の誓いを立てていた延暦寺の僧・円善が熊野参詣の途中、肉背山（鹿ヶ瀬山）の山中で死去した。その後、山中に宿した壱叡という沙門が、骸骨になっても法華経を誦える円善と出会い、翌年壱叡が訪ねたところ、骸骨は消えていたという。壱叡は円善を供養するためこの地に「法華壇」と呼ばれる塚を築き、南北朝時代、この塚を拝した大覚僧正が、朗妙に法華寺を建てさせたといわれる。
法華寺は後に田村（多村、湯浅町大字田）に移り、寺号を「養源寺」へと改め、その後、広村の中町に移転した。
養源寺には日蓮の賛のある大黒天の画像があるが、これは肥前国の廻船が難風に遭った際にこの大黒天に祈ったところ無事広浦に着いたというもので、大黒天がこの地に留まろうとしていたため養源寺に納められたという。宝永4年（1707年）に徳川吉宗が、翌年には吉宗の実母である浄円院がこの大黒天を拝した。正徳元年（1711年）、紀州徳川家の祖・徳川頼宣の御殿の跡地（戦国時代に守護・畠山氏の館があった土地）が養源寺に寄進され、吉宗の室である寛徳院の江戸の御殿の木材を用いて諸堂が建立された。吉宗が将軍となった後の享保元年（1716年）、新田1町余りが寄付され、同16年（1731年）に祈祷料として年60両が与えられることとなった。
吉宗が将軍になったのは養源寺の大黒天を信仰したためとして、出世大黒天と呼ばれるようになり、毎年正月初めの甲子の日に大黒天が開帳される際には大いに人を集めた。『紀伊国名所図会』には、山門からあふれるほどの参詣者でにぎわう様子が描かれている。

## 文化財
- 安政聞録 - 県指定文化財（2023年〈令和5年〉4月21日指定）[15]。嘉永7年（1854年）の安政地震についての記録で、湯浅の古田庄右衛門（咏処）が安政4年（1857年）に記した[16]。
- 書院 - 町指定文化財（2000年〈平成12年〉2月28日指定）[15]。
- 公家風俗屏風 - 町指定文化財（2000年〈平成12年〉2月28日指定）[15]。

## 交通アクセス
- JR紀勢本線（きのくに線）湯浅駅より徒歩15分[17]。
- 湯浅御坊道路広川ICから車で10分[17]。